# General Luna, Quezon
 Đô thị General Luna (Filipino: Bayan ng Heneral Luna) là đô thị loại năm ở tỉnh Quezon, Philippines.

### Các đơn vị hành chính
General Luna, về mặt hành chính, được chia thành 27 khu phố (barangay).
| - Bacong Ibaba - Bacong Ilaya - Barangay 1 (Pob.) - Barangay 2 (Pob.) - Barangay 3 (Pob.) - Barangay 4 (Pob.) - Barangay 5 (Pob.) - Barangay 6 (Pob.) - Barangay 7 (Pob.) - Barangay 8 (Pob.) - Barangay 9 (Pob.) - Lavides - Magsaysay - Malaya | - Nieva - Recto - San Ignacio Ibaba - San Ignacio Ilaya - San Isidro Ibaba - San Isidro Ilaya - San Jose - San Nicolas - San Vicente - Santa Maria Ibaba - Santa Maria Ilaya - Sumilang - Villarica |